# Tuc d'Òrla
El Tuc d'Òrla es un pico de los Pirineos con una altitud 2617 metros, situado en la frontera entre España y Francia.

## Descripción
El Tuc d'Òrla está situado en la cadena montañosa que limita  la zona norte del Valle de Arán en la provincia de Lérida (España) con la zona sur del cantón de Castillon-en-Couserans en el Departamento de Arieja (Francia). 